# きら☆かの
- あざらしそふと > きら☆かの
- Lump of Sugar > きら☆かの

『きら☆かの』は、あざらしそふと × Lump of Sugarより発売されたアダルトゲームである。。

## あらすじ
クラスではモブ気質だが、ヴァーチャールパフォーマーとして人気を博している主人公の葉隠 譲（はがくれ ゆずる）と学園内でも有名なクラスメイトの綺羅星月姫（きらぼし るな）の恋愛物語。

## 登場人物
綺羅星 月姫（きらぼし るな）
声 - 陽宮もみじ
誕生日 - 1月11日（イェイイェイイェーイの日）
主人公のクラスメイトで、学園内のカースト上位に立つギャル。
煌樹 キララ（きらめき きらら）
声 - 陽宮もみじ
誕生日 - 7月7日（デビュー日）
綺羅星月姫のヴァーチャルパフォーマーとしての姿
深海 海月（しんかい みつき）
声 - 天季ひより
誕生日 - 2月11日（フヒヒの日）
隣の席の陰キャ女子

## スタッフ
- 原画 - 萌木原ふみたけ[4]
- SD原画 - 流かさね[4]
- シナリオ - 保桜[4]
- ディレクター - あおきゅん[4]

## 主題歌
KIRArin☆streaming☆LOVE
歌 - 夢乃ゆき
作詞 - 逢瀬アキラ
作曲 - 逢瀬アキラ
編曲 - 逢瀬アキラ

## 反響

### 批評
『BugBug』2024年11月号に本作のレビューが掲載されている。レビュアーの「ねここ」は、本作はリアルな恋愛描写を強みとする「あざらしそふと」と、萌木原ふみたけの描く獣耳少女が印象的な「Lump of Sugar」という大手萌えゲーブランドがタッグを組んだだけあって、萌えという点に関しては非の打ち所がないと評している。ゲーム序盤では現実社会で発生しているネット上のトラブルも材料にし、恋人になった主人公とヒロインがその問題に取り組む姿も描かれるが、「ねここ」はメリハリのある展開で、考えさせられたと述べている。